# Công ước phòng chống tham nhũng

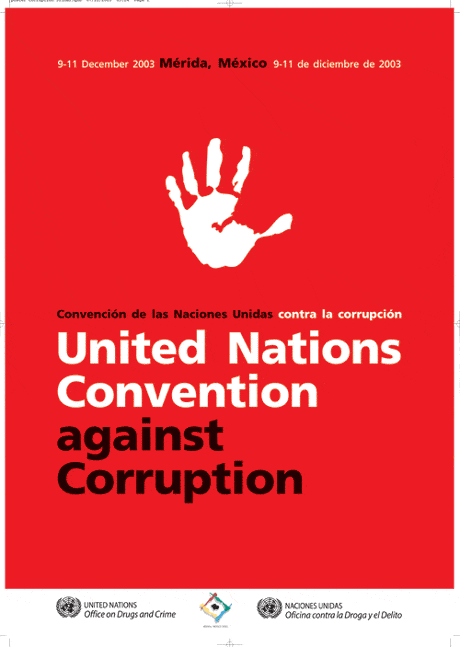

Công ước Liên Hợp Quốc phòng chống tham nhũng (tiếng Anh: United Nations Convention against Corruption; viết tắt: UNCAC) đã được thông qua tại  Đại hội đồng Liên Hợp Quốc ngày 31 tháng 10 năm 2003 (Nghị quyết 58/4).
Để chống lại tham nhũng, công ước quy định những quy ước và chuẩn mực chung về các vấn đề chính bao gồm: 
- Công tác phòng chống
- Hình sự hóa tội phạm tham nhũng
- Thu hồi tài sản bị thất thoát
- Hợp tác quốc tế và hỗ trợ kỹ thuật.

Điều 5 đến điều 14 của công ước quy định các biện pháp phòng chống tham nhũng bao gồm: Quy ước về chuẩn mực hành xử của cán bộ, viên chức nhà nước; cũng như các biện pháp bảo đảm sự độc lập của ngành Tư pháp, tiêu chí tuyển chọn cán bộ, viên chức và đấu thầu công khai các dự án, công trình; thúc đẩy tính minh bạch và truy cứu trách nhiệm trong việc quản lý tài chính công cộng và khu vực tư nhân; mở rộng sự tham gia của các tầng lớp dân chúng trong xã hội dân sự .
Các hiệp ước bắt đầu có hiệu lực từ ngày 14 tháng 12 2005, sau khi hội đủ 30 quốc gia đầu tiên phê chuẩn.

## Ký kết và phê chuẩn
Tính đến ngày 1 tháng 7 năm 2009, đã có 140 chữ ký phê chuẩn, chấp nhận, chấp thuận  của 136 quốc gia. Gần đây nhất là Việt Nam, Chủ tịch nước Nguyễn Minh Triết đã phê chuẩn Công ước này .

## Việt Nam
Chủ tịch nhà nước Nguyễn Minh Triết đã phê chuẩn Công ước này ngày 3 tháng 7 năm 2009 .
Theo phát biểu của điều phối viên thường trú LHQ John Hendra, lộ trình thực hiện công ước này tại Việt Nam có thể bao gồm những bước sau: 
- Nâng cao năng lực và áp dụng các chuẩn mực quốc tế liên quan tới chính sách phòng chống tham nhũng.
- Chính phủ Việt Nam đề ra một "lộ trình minh bạch", trong đó quy định chi tiết khối lượng và mục tiêu cụ thể của kế hoạch phòng chống của các cơ quan chính phủ trong thời hạn cụ thể.
- Mở rộng phạm vi tham gia phòng chống tham nhũng cho những đối tác ngoài khu vực nhà nước, bao gồm các cơ quan báo chí, các tổ chức xã hội...[3].